# Ernst av Österrike
Ärkehertig Ernst av Österrike, född 1553, död 1595, var Spanska Nederländernas ståthållare från 1592 till 1594.